# WTC 청라
WTC 청라(영어: World Trade Center Cheongna)는 인천광역시 서구 청라국제도시에 추진했던 쌍둥이 빌딩이다. 2012년 4월 완공을 목표로 2007년에 계획이 있었지만 건립은 중단되었다.
2007년에 2012년 4월에 완공을 목표로 하는 WTC 청라의 건립 계획이 있었다. 그러나 2009년에 건립이 취소되어 무산되었다.
호텔, 상업, 문화시설, 병원이 들어설 시설이었다.

## 같이 보기
- 인천광역시의 마천루 목록